# Service de toilette

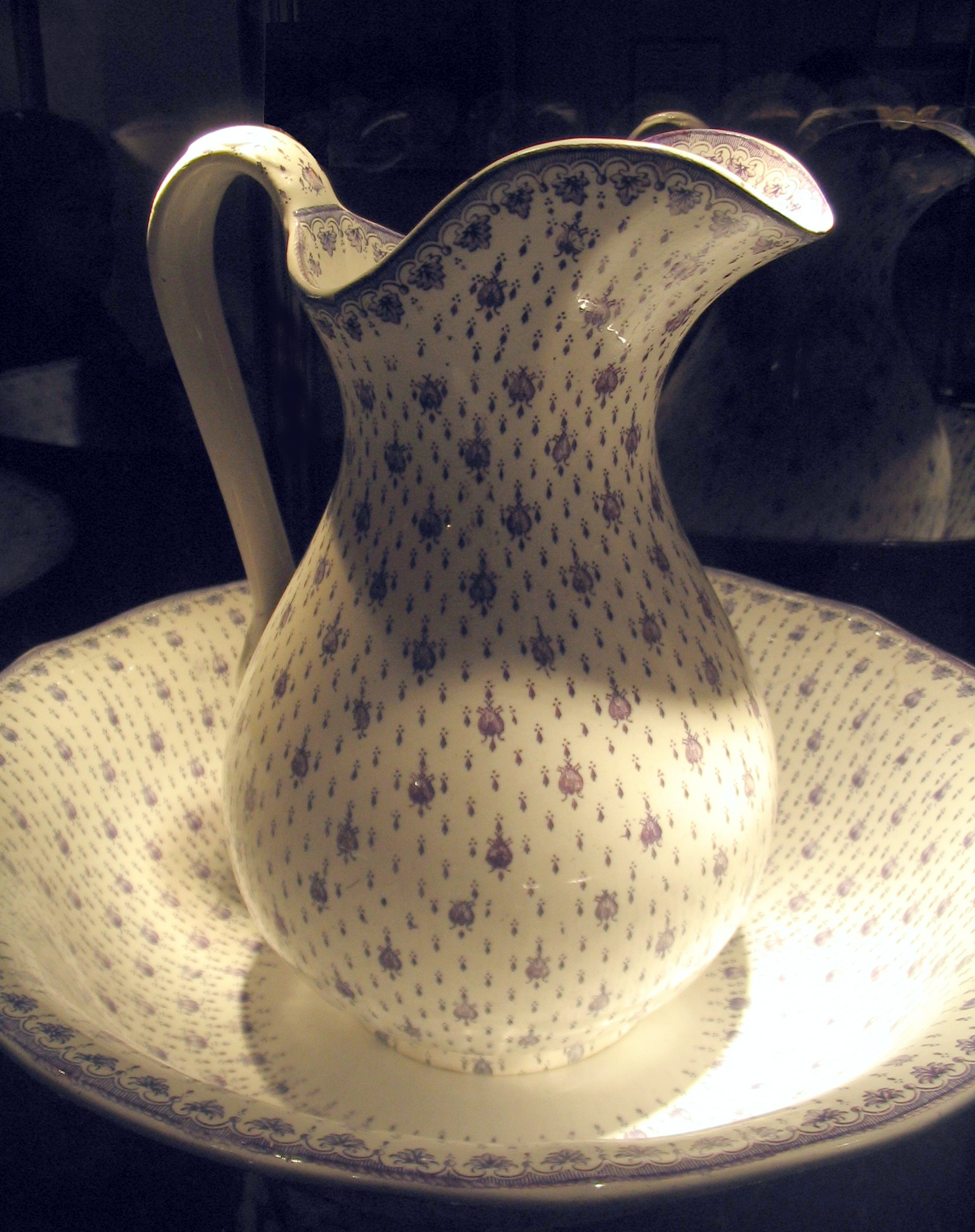
Service toilette. Faïence à décor imprimé, Creil-Montereau. Musée Gallet-Juillet. Creil, France

Un service de toilette est un ensemble d'éléments assortis destinés à la toilette et quelquefois à sa parure.
Le service de base, utilisé à une époque où les habitations ne disposaient pas de l'eau courante, est composé d'une vasque, cuvette bassin ou bassine, d'une cruche, pot à eau, broc ou aquamanile et d'un porte-savon. Il se disposait sur un meuble de toilette. En fonction de la richesse de ses possesseurs et de la mode, il peut être complété de nombreux éléments supplémentaires : miroir, brosses, pots à onguents, poudrières, boîtes diverses, et intégrer plus d'une vingtaine d'éléments. 
L'ensemble sera l'objet d'une production en série par les faïenceries, qui en feront quelquefois un objet de luxe richement ouvragé. D'autres matériaux sont aussi employés : bois peint, argent, et même pierres semi-précieuses.
Les pots à eau sont à large panse, ou alors plus étroits et plus hauts. Les bassins sont ronds, parfois à pans coupés plus ou moins profonds, leurs bords sont parfois droits, souvent renflés ou évasés. Les services se complètent de boîtes à peigne, à brosse à dents, ou à savon et d'un pot de chambre. Les formes varient suivant les modes.

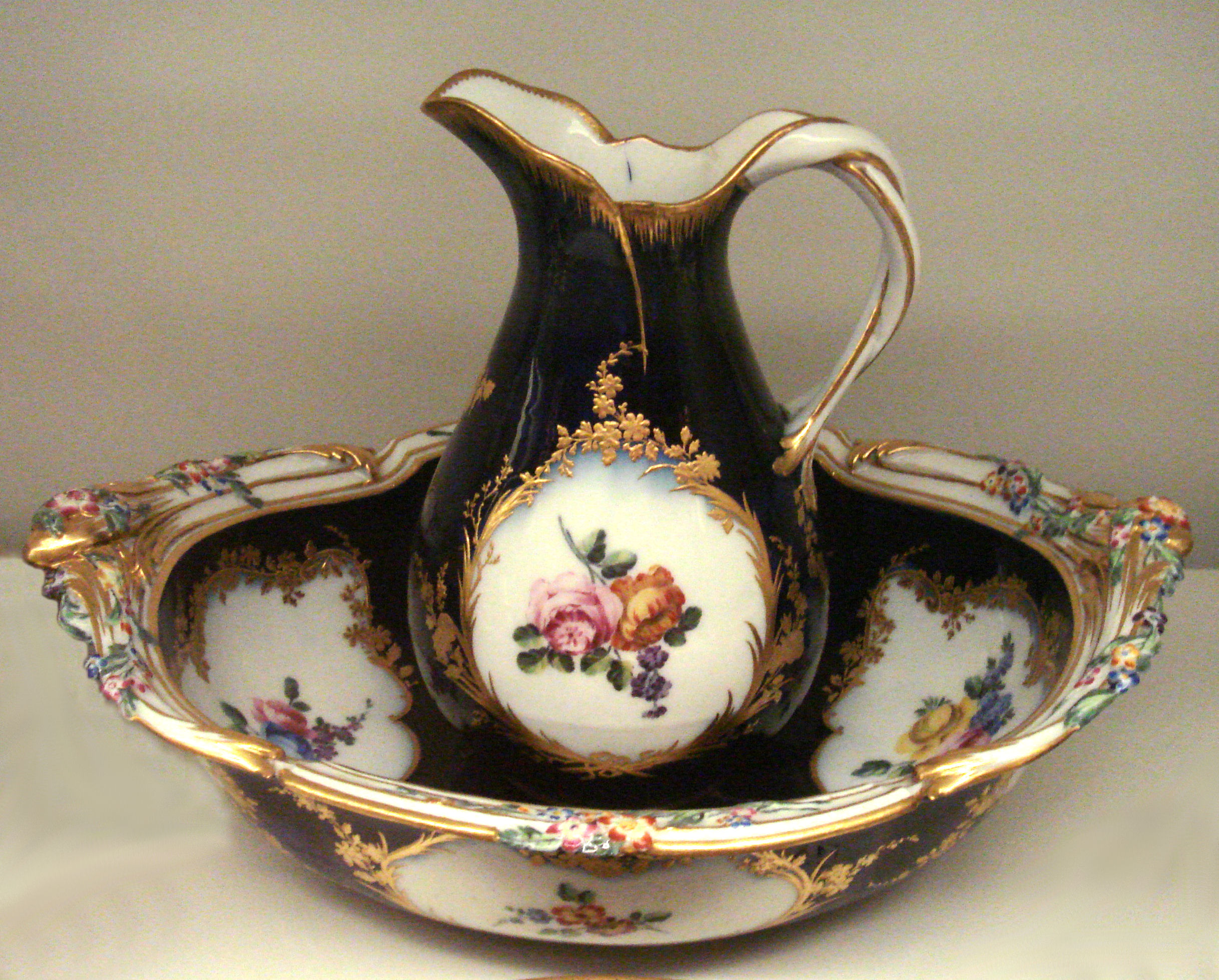
Broc et bassine en porcelaine tendre. Manufacture de Vincennes : Paris (France), Musée des Arts Décoratifs, 1753.
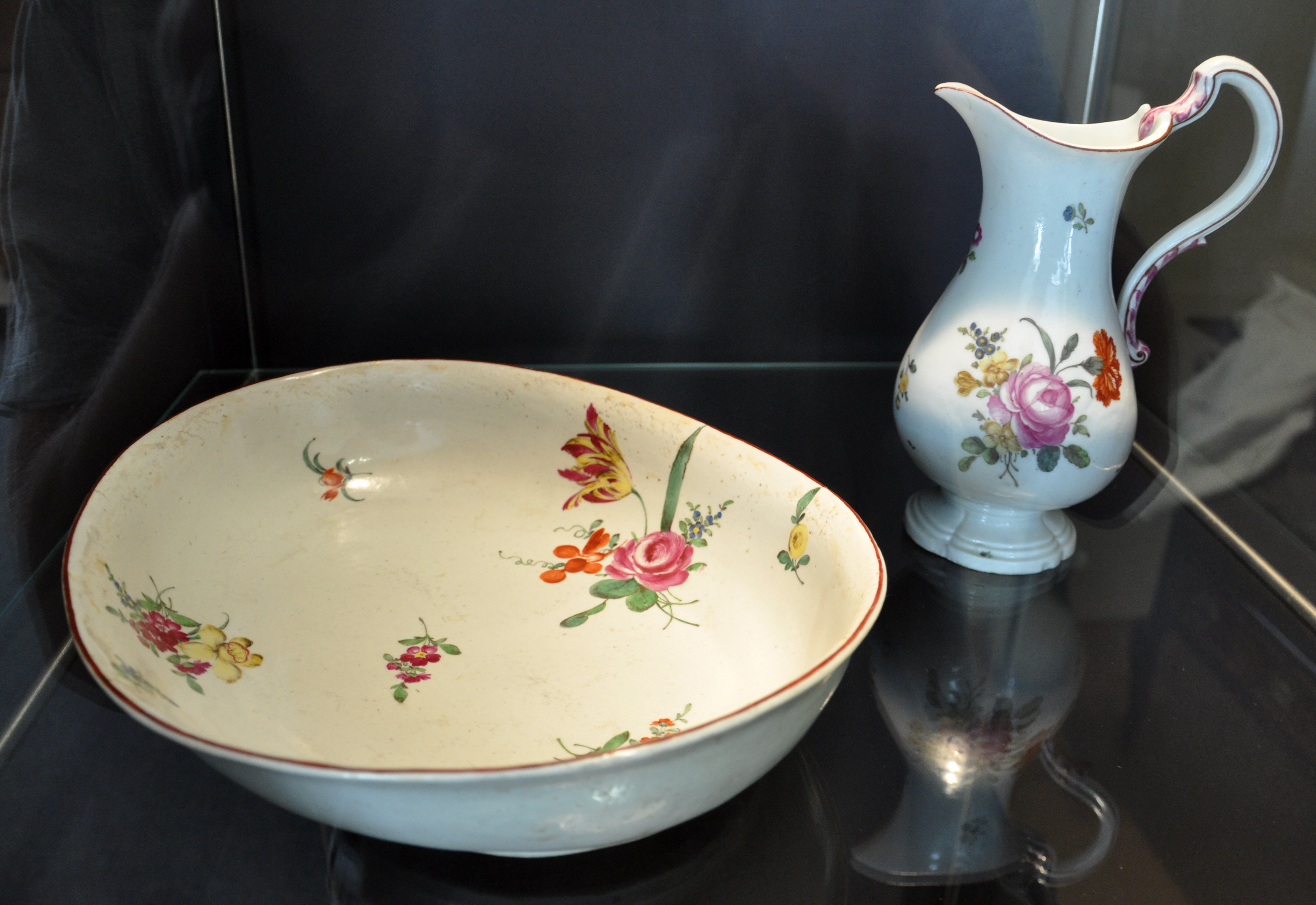
Service de toilette, Ludwigsburg, 1765.
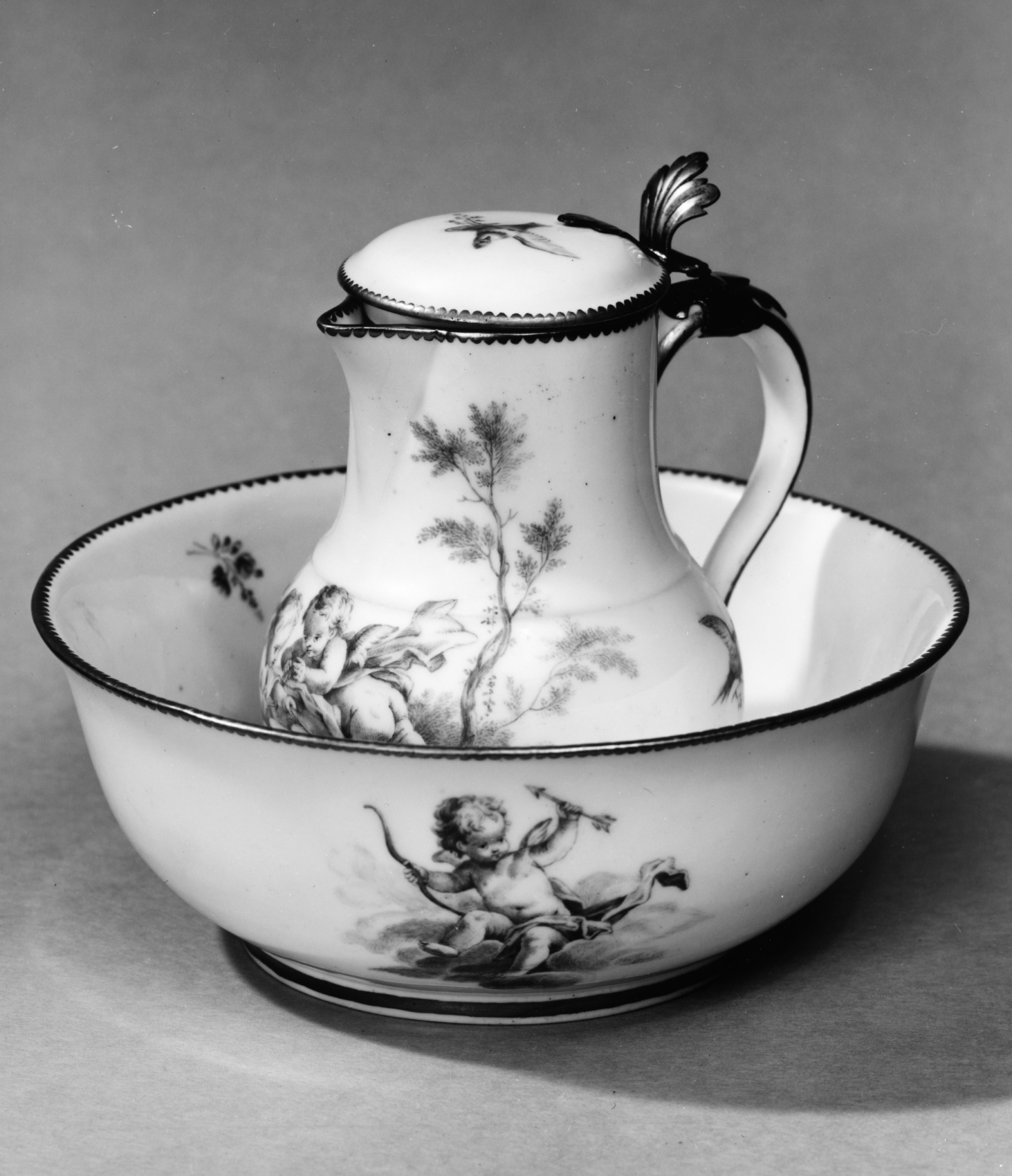
André-Vincent Vielliard. Manufacture de porcelaine de Vincennes, 1753.
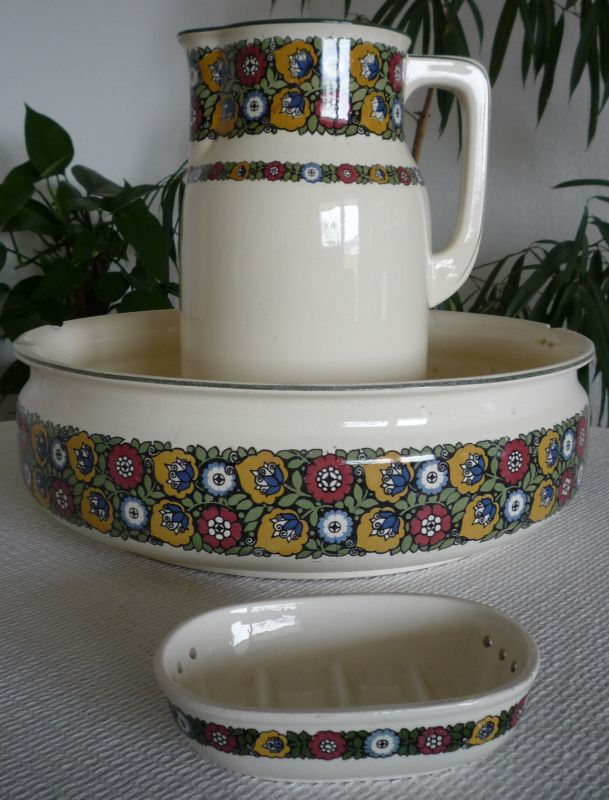
Service de toilette, Villeroy & Boch, Drina, 1910.
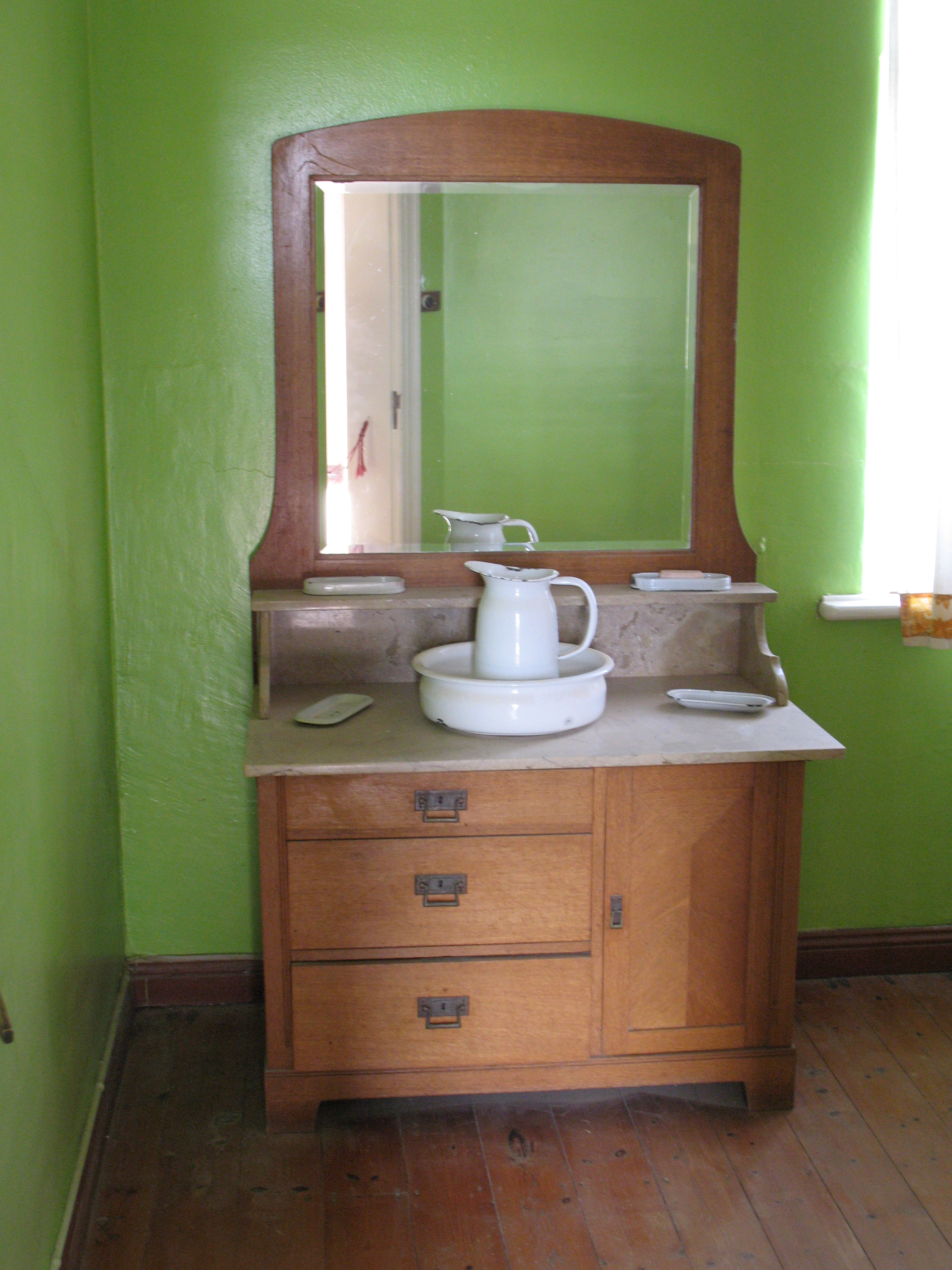
Meuble de toilette et service de toilette, Kolmanskop, Namibie.

Les Leçons hebdomadaires de la langue italienne à l'usage des Dames de l'abbé Bencireci, parues en 1772, sont dédiées aux Dames françaises, tout comme l'édition de 1778, peu différente de la précédente. L'auteur déplore que, contrairement à tant de pays d'Europe où les femmes ne dédaignent pas de parler italien, le public féminin français boude encore une langue pourvue de tant d'attraits. Est-ce par peur des difficultés ? Ou de l'ennui ? Le service de toilette de l'abbé Bencireci comprend les articles suivants :
| Le peignoir        | l'accappatójo         |
| Le miroir          | lo spécchío           |
| La boite à poudre  | l'accappatójo         |
| La houppe          | la nappa              |
| Le rouge           | il rosso, il belletto |
| Les peignes        | il péttini            |
| Les ciseaux        | le cesoje             |
| Les épingles       | gli spilli            |
| La pelote          | il guancialino        |
| Les petites pinces | le mollettine         |
| Les cure-oreilles  | lo stuzzicorecchì     |
| La boîte à mouches | la scátola da nei     |
| Les vergettes      | la spázzola           |
| L'éponge           | la spogna             |
| Les flacons        | la boccette           |
| Eaux de senteurs   | acqua odorose         |
| Eau de lavande     | acqua di spigo        |